# Beth Willman
Beth Willman es una astrónoma estadounidense que es la directora ejecutiva de la LSST Discovery Alliance, una organización astronómica conocida por su apoyo al Observatorio Vera C. Rubin. Anteriormente fue subdirectora del Laboratorio Nacional de Investigación en Astronomía Óptica e Infrarroja (NOIRLab) y profesora asociada de astronomía en Haverford College.

## Biografía
Beth Willman recibió su licenciatura en astrofísica en la Universidad de Columbia. En 2003 recibió un doctorado en astronomía de la Universidad de Washington. Su asesora de doctorado fue Julianne Dalcanton y su tesis fue sobre las galaxias satélites enanas de la Vía Láctea. Beth Willman también ha sido becaria James Arthur en el Centro de Cosmología y Física de Partículas de la Universidad de Nueva York, y becaria Clay en el Centro de astrofísica Harvard-Smithsonian.

## Investigación
Beth centra su investigación principalmente en la cosmología. Su especialidad es la investigación de las galaxias menos luminosas del Universo conocido. La galaxia Willman 1, que descubrió durante su posdoctorado, lleva su nombre.